# يحيى محياني
يحيى محياني (بالإنجليزية: Yahya Mahayni)‏، هُو كاتب ومُمثل سوري. عُرف يحيى بشكل كبير بعد أدائه لدور البطولة في الفيلم التونسي الرجل الذي باع ظهره.

## وصلات خارجية
- يحيى محياني في قاعدة بيانات الأفلام على الإنترنت